# NdhF
Le  gène chloroplastique ndhF  (sous-unité F de la NADH déshydrogénase) se rencontre chez tous les  phylums de plantes vasculaires  et est hautement  conservé. Son fragment d'ADN chloroplastique réside dans la petite région à une seule copie du génome du chloroplaste. On suppose que sa fonction est de coder une protéine hydrophobe contenant 664 acides aminés. Sa masse est évaluée à 72,9 kDa.

## Application
Le fragment d'ADN  ndhF s'est révélé être un outil très utile pour la reconstruction phylogénétique à différents niveaux  taxinomiques,,,.